# مارگارت چیس اسمیت
مارگارت چیس اسمیت (به انگلیسی: Margaret Chase Smith) سناتور سابق عضو حزب جمهوری‌خواه ایالات متحده آمریکا بود. وی در سال ۱۹۴۹ تا ۱۹۷۳ میلادی سناتور ایالت مین در سنای ایالات متحده آمریکا بود.
زنی که چندین عنوان اولی را کسب کرده. سیاستمدار جمهوری خواهی که نخستین زنی بود که به عنوان نماینده در مجلس نمایندگان آمریکا انتخاب شد. نخستین زنی که به عنوان نماینده سنا انتخاب شد، نخستین زن در کنوانسیون ملی جمهوریخواهان که نامش را در یک حزب سیاسی اصلی به عنوان کاندیدای ریاست‌جمهوری ثبت کرد. کاندیداتوری که در آن شکست خورد.